# Araneus gerais
Araneus gerais är en spindelart som beskrevs av Levi 1991. Araneus gerais ingår i släktet Araneus och familjen hjulspindlar. Inga underarter finns listade i Catalogue of Life.